# Гридин, Вениамин Захарович
Вениами́н Заха́рович Гри́дин (23 декабря 1918, Саламатовы, Вятская губерния — 23 октября 1981, Тамбов) — майор Советской Армии, участник Великой Отечественной войны, Герой Советского Союза (1944).

## Биография
Вениамин Гридин родился 10 (23) декабря 1918 года в деревне Саламатовы (ныне — Орловский район Кировской области) в крестьянской семье. Русский. В 1938 году он окончил гидромелиоративное отделение сельскохозяйственного техникума в Халтурине, работал землеустроителем. В 1939 году Гридин был призван на службу в Рабоче-крестьянскую Красную Армию. В 1941 году он окончил Владивостокское военное пехотное училище, в 1942 году — курсы «Выстрел». С мая того же года — на фронтах Великой Отечественной войны. Участвовал в боях под Воронежем и Таганрогом, освобождении Украинской ССР. К весне 1944 года гвардии старший лейтенант Вениамин Гридин командовал мотострелковым батальоном 4-й гвардейской механизированной бригады 2-го гвардейского механизированного корпуса 28-й армии 3-го Украинского фронта. Отличился во время форсирования Днепра весной 1944 года.
В ночь с 9 на 10 марта 1944 года батальон Гридина одним из первых в бригаде переправился через Днепр в районе села Червоный Маяк Бериславского района Херсонской области Украинской ССР и захватил плацдарм на западном берегу реки. За последующие сутки батальон отразил 19 немецких контратак, уничтожив более 300 солдат и офицеров противника, 4 пулемёта, несколько артиллерийских орудий. 13 марта 1944 года батальон выбил противника из укреплённого опорного пункта и захватил большие трофеи.
Указом Президиума Верховного Совета СССР от 3 июня 1944 года за «образцовое выполнение боевых заданий командования на фронте борьбы с немецкими захватчиками и проявленные при этом мужество и героизм» гвардии старший лейтенант Вениамин Гридин был удостоен высокого звания Героя Советского Союза с вручением ордена Ленина и медали «Золотая Звезда» за номером 3877.
В дальнейшем участвовал в боях за освобождение Румынии, Венгрии, Австрии и Чехословакии. В 1946 году в звании майора он был уволен в запас. Проживал в Тамбове. Окончил химический институт, работал старшим инженером на химическом заводе, экономистом на автопредприятии. Скончался 23 октября 1981 года.
Был также награждён двумя орденами Красной Звезды (27.10.1943, 29.10.1943) и рядом медалей.

## Память
- Его имя на гранитной стелле в парке Победы в Кирове.
- Имя Героя увековечено на мемориальной доске в честь Героев Советского Союза — уроженцев Кировской области в парке Дворца пионеров города Кирова

- Имя Героя высечено золотыми буквами в зале Славы Центрального музея Великой Отечественной войны в Парке Победы города Москвы.

- На могиле героя установлен надгробный памятник.